# Kokrhel luštinec

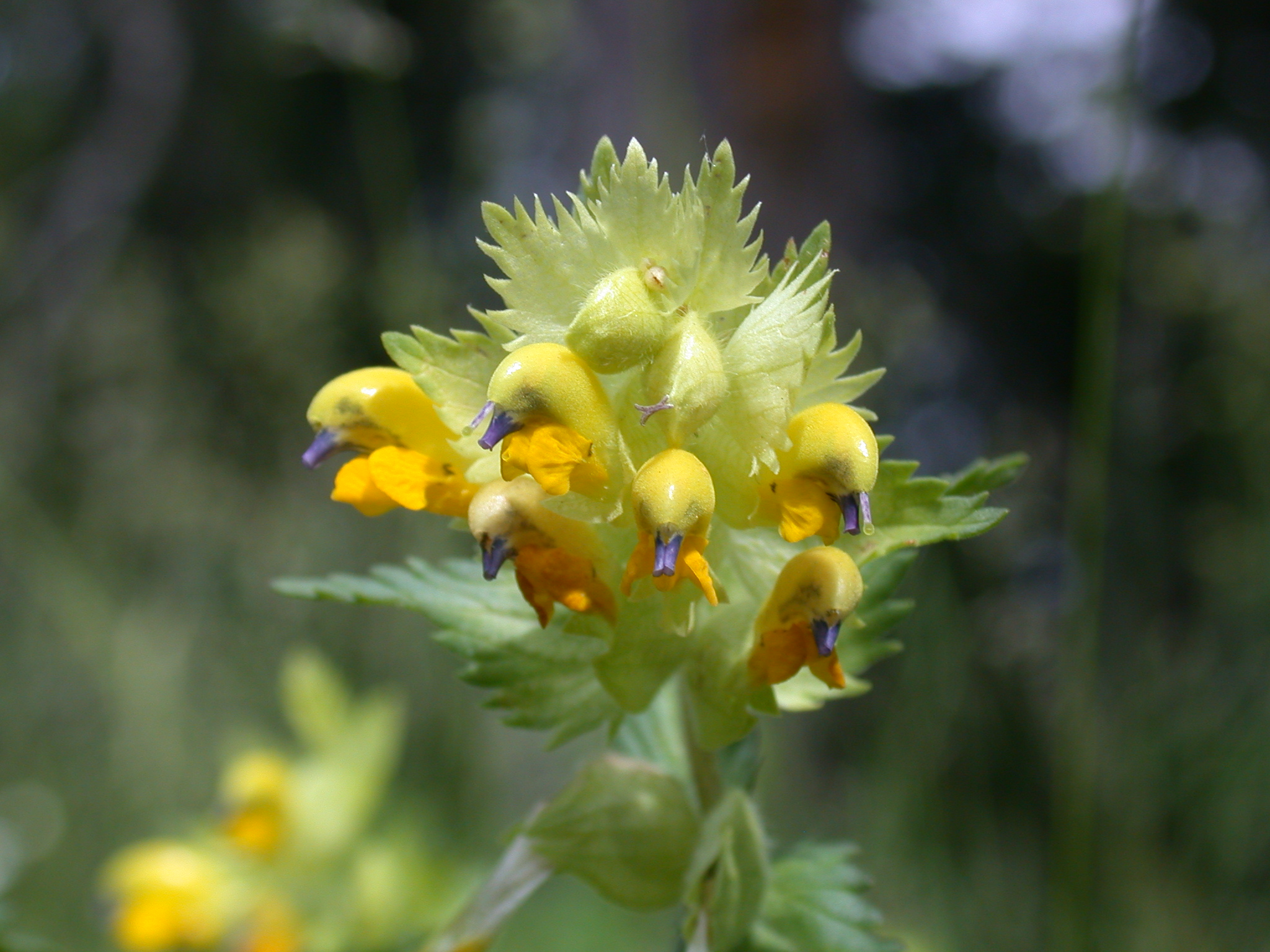
Květenství

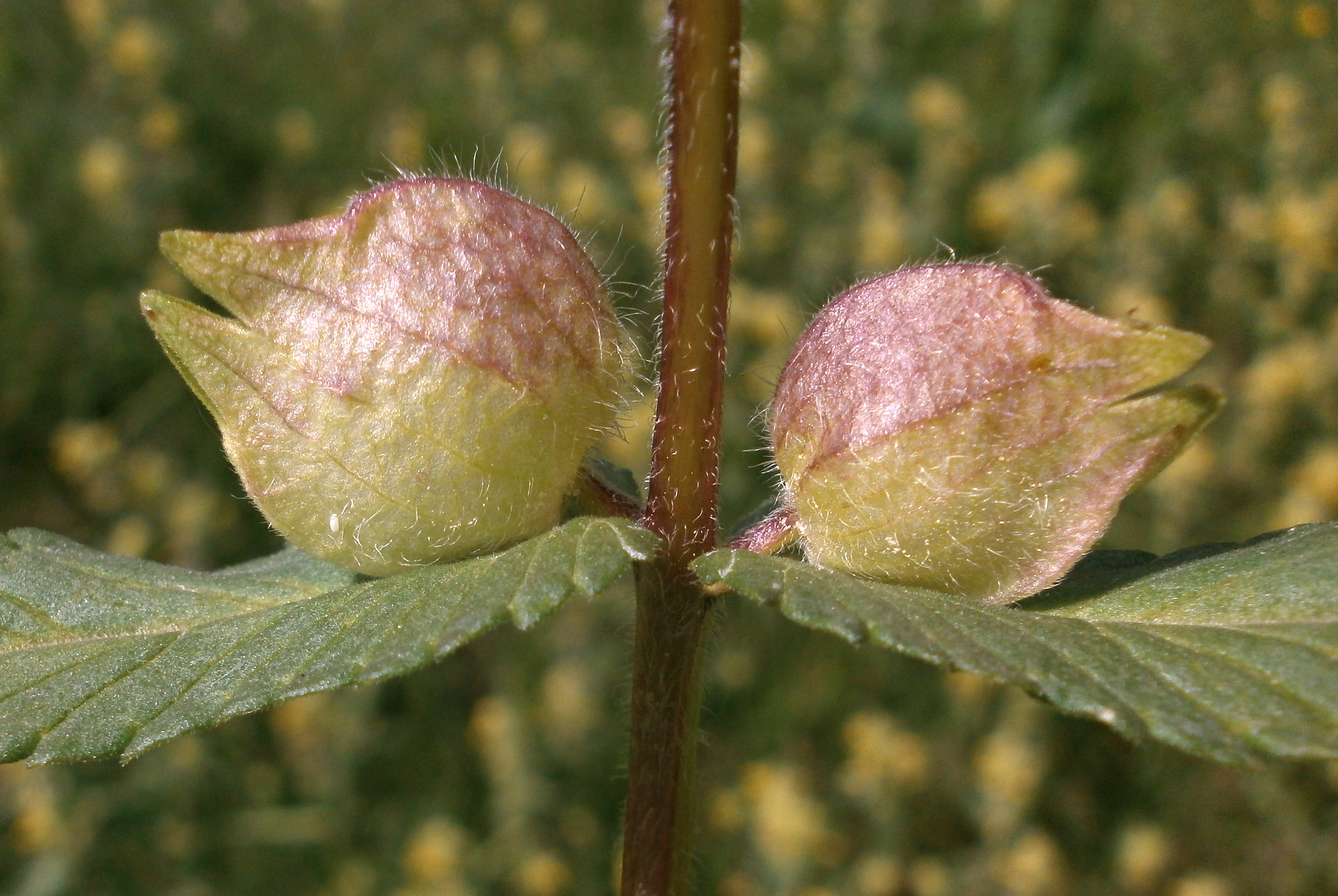
Zrající tobolky

Kokrhel luštinec (Rhinanthus alectorolophus) je jednoletá rostlina, kořenový poloparazit, vysoký mezi 10 až 80 cm, který počátkem léta kvete žlutými květy s bílými až žlutě zelenými pilovitými listeny. Je původní druh a jeden ze čtyř druhů rodu kokrhel rostoucích v Česku. Dříve býval běžným plevelem v obilninách a trvalých pícninách, nyní je natolik potlačen, že se vyskytuje pouze sporadický a stal se bylinou ohroženou vymizením.

## Rozšíření
Původní areál druhu je čistě evropský. Vyskytuje se téměř v celé Evropě, není rozšířen pouze na Pyrenejském a Skandinávském poloostrově, na jihu Balkánu a na Britských ostrovech. Roste od Francie a Beneluxu na západě po střední Rusko na východě, nejseverněji jej lze nalézt v Pobaltských státech a Finsku, nejjižněji v Itálii, Rumunsku a státech bývalé Jugoslávie.
V české krajině je zastoupen roztroušeně až poměrně vzácně, vyskytuje se nejvíce v teplých oblastech ve středních polohách, ve výšce nad 1000 m n. m. neroste. V oblasti Českého středohoří, v blízkosti Litoměřic, bývá až hojný. Z obilnin byl agrotechnickými postupy téměř vytlačen, takže je více rozšířen v nízkých, trvalých travních porostech, hlavně na místech s nevelkou produkci nadzemní biomasy.

## Ekologie
Rod kokrhel, do něhož patří i kokrhel luštinec, je nejčastějším rodem poloparazitických (hemiparazitických) rostlin v Evropě. Rostlina je schopna fotosyntézy a může skromně přežívat i bez hostitele, bez kterého ale nevykvete. Parazituje na hostitelích z různých čeledí, současně i na více rostlinách, někdy i na jedincích vlastního druhu. Samotný proces parazitace probíhá prostřednictvím haustorií, kterými rostlina vniká do xylémových pletiv kořene hostitelské rostliny, odkud získává rozpuštěné anorganické živiny. Po připojení k parazitovanému hostiteli ponechává parazit průduchy na svých listech otevřené i v období sucha a vypařuje tak zbytečně mnoho vody, kterou také čerpá od hostitele, odběrem živin i vody jej značně oslabuje.
Kokrhel luštinec se prosazuje nejčastěji na místech s řídkým, nezapojeným porostem způsobeným špatným odvodněním, utuženou podorniční vrstvou nebo v místech s nedostatkem živin v půdě. Vytváří zelené listy, v nichž probíhá fotosyntéza, proto vyžaduje přístup ke světlu. Bujně rostoucí rostliny na půdě zásobené živinami představují pro kokrhel luštinec riziko silného zastínění, proto se častěji vyskytuje v nižších, nehnojených porostech, které se také sklízejí později a kde mají jeho semena větší šanci dozrát. Má nedokonalý kořenový systém a nedostatek živin i vláhy získaných z půdy nahrazuje parazitací, bez přítomnosti hostitele vytváří pouze zakrslé rostliny.
Kokrhel luštinec kvete v závislosti na nadmořské výšce, stanovišti a průběhu počasí od poloviny května do konce června, jeho semena dozrávají přibližně za čtyři až šest týdnů po skončení kvetení. Patří mezi slabě jedovaté rostliny, obsahuje toxin aukubin, jenž má tlumivý účinek na lidskou nervovou soustavu. Počet chromozomů 2n = 22.

## Popis
Poloparazitická bylina 10 až 80 cm vysoká s tenkým kořenem sahajícím do hloubky 5 až 10 cm. Lodyha je zelená nebo fialově naběhlá či fialově čárkovaná, na průřezu čtyřhranná, přímá a obvykle větvená; má různý počet a rozdílnou délku lodyžních článků, horní větve jsou velmi často květonosné. Řídce chlupatá lodyha je porostlá vstřícnými, oboustranně chlupatými, přisedlými listy jež jsou kopinaté až úzce vejčité, průměrně 2 až 6 cm dlouhé a 0,5 až 1,5 cm široké a po obvodě pokryté drobnými, pravidelnými, trojúhelníkovitými zuby.
V horní části lodyhy vyrůstá květenství, terminální hrozen tvořený deseti až patnácti, nejvýše dvaceti květy. Ve spodní části květenství jsou listeny podobné listům, v horní jsou zelené, žlutozelené až bělavé, široce vejčité až trojúhelníkovité, pilovité a mají dlouhé zuby. Květy jsou světle žluté, oboupohlavné a vyrůstají na krátkých stopkách. Kalich je vytrvalý, má čtyři přibližně trojúhelníkovité cípy, v době kvetení je vejčitý, za plodu je nafouklý, síťnatě žilkovaný a kryje tobolku. Koruna je výrazně dvoupyská, citronově žlutá, krátce chlupatá, podélně žilkovanou trubku má světle žlutou až bělavou a vzhůru zahnutou. Horní pysk je delší spodního, ze stran je stlačený, přilbovitě vyklenutý, krátce dvoucípý; cípy tvoří bílý „zoubek“, který je důležitým znamením při určování druhu, jindy může být žlutý či fialový. Spodní pysk je třícípý, žlutý, někdy fialově skvrnitý, střední cíp je obvejčitý a větší než dva postranní. V koruně jsou čtyři ven nevyčnívající dvoumocné tyčinky s tlustými nitkami a šípovitými prašníky. Spodní pysk je k hornímu přitisklý, takže ústí koruny je zavřené. Semeník srostlý ze dvou plodolistů je vejčitý a u báze má diskovité nektarium, tenká čnělka nese kulovitou až slabě dvoulaločnou bliznu. Květ produkuje značné množství nektaru, který činí kvetoucí rostlinu silně atraktivní pro čmeláky i pro včely.
Plod, vznikající z opyleného květu, je tobolka dlouhá až 12 mm, která je ze dvou stran výrazně stlačená a otvírá se dvěma chlopněmi, z každé se uvolní čtyři až deset semen. Jsou žlutavě hnědá, výrazně zploštělá, čočkovitá, 5 mm dlouhá, 1,5 mm široká a po straně mají úzký křídlatý lem podporující anemochorní šíření. Semena se po dozrání z tobolky přirozeně rozšíří do vzdálenosti nejvýše 1 metru od mateřské rostliny, na delší vzdálenosti jsou zanášená jen omezeně. Hmotnost tisíce semen je asi 40 gramů.

## Rozmnožování
Kokrhel luštinec se rozmnožuje výhradně generativně, semeny. Po dozrání a vypadnutí z tobolky v průběhu léta jsou semena silně dormantní, větší část jich vyklíčí až z jara následného roku a menší část vzchází až v létech následných. Semeno nezačne klíčit na popud hostitelské rostliny, ale následkem stratifikace v chladu, optimální teplota se pohybuje mezi 0 až +5 °C po dobu asi tří měsíců. Semena jsou pouze krátce životná a jen málo jich v půdní semenné bance přežije a vyklíčí třetím či dalším rokem.
Za příhodných podmínek semeno v teplém jaru vyklíčí a vytvoří děložní lístky. Následně z drobného kořínku vyrostou tenká vlákna, která hledají v blízkosti kořeny vhodných rostlin. Po nalezení hostitele se vlákno spojí s nalezeným kořenem a pomoci haustoria pronikne až do těla, do cévního svazku rostliny. Může současně parazitovat více rozličných hostitelů, nebo mezi sebou navzájem; silní jedinci se tak vyvíjejí na úkor slabších. V porostu se obvykle nacházejí současně parazitické rostliny různých velikostí, od nízkých, s nikým nespojených rostlinek o několika málo listech, kterým hrozí uhynutí, po dobře prosperující, živinami zásobené a několik decimetrů vysoké s bohatě rozvinutým květenstvím.

## Význam
Kokrhel luštinec patřil v historii do skupiny nebezpečných poloparazitických plevelů obilnin. Masový výskyt na obilných lánech a následné přimíšení jeho semen mezi obilní zrna způsobovalo hořkost mouky. Vlivem agrotechnických změn v zemědělství tento druh z přírody téměř vymizel, v současnosti patří mezi vzácné plevele. V seznamu ohrožených druhů cévnatých rostlin Česka z roku 2017 je zařazen mezi ohrožené druhy (C3).
Pokusně se vysévá na plochy zanedbaných luk, kde se využívá jako biotechnologický prostředek pro zvýšení druhové pestrosti na květnatých loukách. Přednostně se váže na některé jednoděložné traviny které omezuje až potlačuje, např. na třtinu křovištní (Calamagrostis epigejos), symbol neudržované louky. Dává tak příležitost pro růst kvetoucím dvouděložným bylinám. Pro hojnou tvorbu nektaru se zkušebně vysévá v blízkosti chovu včelstev jako medonosná rostlina. Počas kvetení je oblíbenou potravou spárkaté zvěře.